# Błonie (Sanok)
Błonie – dzielnica miasta Sanoka przy drodze krajowej nr 28, we wschodniej części miasta, pomiędzy ulicami Podgórze, Królowej Bony, Lwowska i Kolejowa. Graniczy z dzielnicami Olchowce, Wójtostwo i Śródmieściem. Od strony wschodniej graniczy z rzeką San.

## Historia
Na początku kwietnia 1907 nastąpił wylew Sanoku na obszar ówcześnie określanego Podgórza.
W lutym 1974 rozstrzygnięto konkurs na projekt nowego osiedla w Sanoku, zorganizowany przez Centralny Związek Spółdzielni Budownictwa Mieszkaniowego w Warszawie i Zakład Projektowania i Usług Inwestycyjnych „Inwestprojekt” w Rzeszowie; w którym wygrał projekt biura projektowego z Poznania, któremu przewodził inż. arch. Marian Weigt - w zwycięskim projekcie nowe obiekty mieszkalne (trzy- i czteropiętrowe zostały wkomponowane w istniejące już na tym obszarze budynki, w tym domy jednorodzinne; osiedle zostało zaprojektowane na 8200 mieszkańców, w projekcie były zaplanowane także szkoła, przedszkole, żłobek, zaplecze usługowo-handlowe, zaś nieopodal nad Sanem władze miasta już w 1973 planowały powstanie ośrodka sportowo-rekreacyjnego; budowa nowego osiedla była planowana od 1975 przez pięć lat.
Osiedle Błonie powstało w wyniku przemianowania osiedla im. Ludwika Waryńskiego.

## Ulica Ogrodowa
Przy ulicy Ogrodowej 17 w okresie II Rzeczypospolitej istniała fabryka octu, soków i przetworów owocowych „Eska” Salomona Kramera (ojca Szaloma). W okresie II wojny światowej i trwającej okupacji niemieckiej przemianowanej ulicy Gartenstrasse 17 działała fabryka konserw owocowych (Säfte und Obstkonservenfabrik), którą prowadził Essig Eska.
W marcu 1939 zorganizowano placówkę wywiadowczą KOP nr 12 w Sanoku, która działała w lokalu przy ulicy Ogrodowej, zaś z dniem 1 sierpnia 1939 została przeniesiona do Jasła, a jej miejsce w Sanoku przejęła Placówka wywiadowcza KOP nr 12 ze Stryja.

## Lotnisko
Od kwietnia do 9 października 1946 na terenie Błoni znajdowało się lotnisko polowe Grupy Operacyjnej „Rzeszów”, z którego startowała eskadra 9 samolotów bojowych (Po-2, Li-2) ochraniająca polskie oddziały walczące w rejonie Gór Słonnych, Cisnej i Wetliny z oddziałami UPA. Pole wzlotów-lądowisko usytuowane było przy sztabie 8 drezdeńskiej dywizji piechoty w zakolu lewego brzegu rzeki San. Z sanockiego lądowiska samoloty startowały i lądowały w kierunku na most w Olchowcach. Personel techniczny mieszkał w namiotach na lądowisku Sanok-Baza.
W późniejszym okresie, do jesieni 1947, z tegoż lotniska polowego korzystały samoloty eskadry lotniczej Grupy Operacyjnej „Wisła”, wydzielonej z 2 Samodzielnego Mieszanego Pułku Lotniczego stacjonującego na warszawskim Polu Mokotowskim. 30 lipca 1947 rozwiązano GO „Wisła” oraz wspierającą ją lotniczą Eskadrę. Od wiosny 1947 było również zapasowym lądowiskiem lotnictwa czechosłowackiego operującego w ramach „Akcji B” skierowanej przeciwko UPA. Z lotniska tego zostało odtransportowane samolotem sanitarnym typu Dakota ciało zabitego pod Jabłonkami generała Karola Świerczewskiego.

## Zabytki
- Dom Harcerza w Sanoku przy ulicy Zielonej 39.

## MOSiR Sanok
Na terenie sanockich Błoni znajdują się Miejski Ośrodek Sportu i Rekreacji w Sanoku.
Na terenach zielonych w tym miejscu przed 1939 istniał plac ćwiczeń przy ówczesnej ulicy Kąpielowej.

## Szkoły
- Szkoła Podstawowa nr 1 im. gen. Bronisława Prugara-Ketlinga. Budowana od 1988[18]. Pierwotnie, od 1991 do 2001 jako Szkoła Podstawowa nr 9, nazwana imieniem gen. Bronisława Prugara-Ketlinga i budowana od 1988 (w tym czasie w dzielnicy Błonie imieniem generała nazwano ulicę a inną mianowano Aleje Szwajcarii w związku z działalnością tego wojskowego)[19][20].
- Gimnazjum nr 1 im. Grzegorza z Sanoka. Wcześniej od 1961 do 2001 jako Szkoła Podstawowa nr 1[21].
- Państwowa Szkoła Muzyczna I i II st. im. Wandy Kossakowej w Sanoku.